# Orden de Santa Catalina del Monte Sinaí
La Orden de Santa Catalina del Monte Sinaí es una antigua Orden militar fundada en 1063. 
Se fundó a imitación de la del Santo Sepulcro, para defender de los árabes los peregrinos que iban a visitar el cuerpo de santa Catalina en el monte Sinaí.
Los caballeros seguían la regla de san Basilio y vestían un hábito blanco sobre el cual traían una cruz en forma de media rueda de color de plata atravesada de una espada teñida en sangre.